# Brilliantstjernen
Brilliantstjernen er en dansk stum dramafilm fra 1912 produceret af Nordisk Films Kompagni og instrueret af August Blom efter manuskript af Frederik Poulsen.
Filmen havde dansk premiere den 3. maj 1912 i Biograf-Theatret i København og blev i tysktalende lande distribueret som Der Brillantstern og i engelsktalende lande som For Her Sister's Sake og i fransktalende lande som L'étoile de brillants.

## Handling
Lægen Aage Bruun er inviteret til bal hos enkefru Wilberg med sin forlovede, Irma, og dennes søster, Anna. Lægen er irriteret over, at søsteren ikke kan gøre sig færdig, og skynder på kvinderne. Ved ballet møder Irma en gammel bekendt, enkefru Wilbergs nevø, arkitekten  Arthur, og lægen bliver jaloux. Enkefru Wilberg glemmer en kostbart brilliantsmykke, som Anna tager med sig. Irma går hende på klingen, og får Anna til at aflevere smykket til Irma, så Irma kan levere det tilbage til enkefru Wilberg. På vej ud konfronteres Irma af lægen, der forlanger at vide, hvor hun skal hen. Hun nægter at svare og går sin vej. og forlader hjemmet. Lægen følger efter, og ser, at Irma går til Arthur. Irma vil spørge Arthur til råds om, hvorledes hun får givet smykket tilbage på en fornuftig måde. Arthur forklarer, at hun skal fortælle, at smykket satte sig fast i Irmas kjole, og knæler ned for at vise hende hvorledes, og i samme øjeblik kommer lægen ind i rummet til de to. Lægen er rasende; kaster sin forlovelsesring fra sig og for at hævne sig går han til enkefruen og fortæller, at det er Irma, der har stjålet smykket. Da Irma senere forklarer, hvorledes hun er kommet i besiddelse af smykket, tror enkefruen ikke på hende. Men nu kommer Arthur ind med Anna, der er gået til bekendelse. Enkefruen tilgiver Anna, og undskylder, at hun troede, at Irma var tyven. Lægen indser, at Arthur og Irma hører sammen, og han lister af.

## Medvirkende
- Jenny Roelsgaard
- Robert Dinesen
- Dagny Schyberg
- Carl Schenstrøm